# Agostino Saccà
Agostino Saccà (Taurianova, 7 febbraio 1944) è un giornalista, dirigente pubblico, produttore televisivo e produttore cinematografico italiano.

## Biografia
Laureato in Scienze politiche, dal 1975 è iscritto come giornalista professionista all'Ordine dei Giornalisti del Lazio. Lavora come giornalista al Giornale di Calabria e a Panorama (1973-1975) e poi alla Rai, al Giornale Radio (1976-1979) e al TG3 (1979-1987). Da giovane ha aderito al Partito Socialista Italiano e durante la sua carriera universitaria è stato segretario della FGSI calabrese.
Entra in Rai nel 1976 arrivando negli anni a raggiungere i vertici dell'azienda. Come dirigente televisivo è vicedirettore di Rai 2 dal marzo 1987 al giugno 1989 e responsabile della comunicazione Rai dal 1995 al 1996, vicedirettore nel 1997 e poi direttore di Rai 1 (dal 1998 al 2000 e dal 2001 al 2002). Nel 2002 diventa direttore generale della Rai. Dal 2003 Saccà passa alla direzione di Rai Fiction, carica che ha mantenuto fino al 2007. Nel 2011 fonda la società di produzione Pepito Produzioni.

## Vita privata
È padre di Luigi, Maria Grazia e Giuseppe Saccà.

## Controversie
- Nel 1999 per le interviste a Giovanni Scattone e Salvatore Ferraro, ospiti in televisione nonostante il provvedimento di arresti domiciliari, dopo la sentenza nel processo per l'omicidio di Marta Russo venne indagato da direttore di Rai 1 per concorso nella "mancata esecuzione dolosa di un provvedimento del giudice" per aver versato soldi ai due condannati nonostante il divieto imposto da tempo[5].
- Alla fine del maggio 2002 Saccà, insieme al nuovo direttore di Rai 1 Fabrizio Del Noce, chiuse la trasmissione Il Fatto di Enzo Biagi, circostanza che ha suscitato polemiche anche in relazione al cosiddetto editto bulgaro e alla chiusura del programma Sciuscià di Michele Santoro; l'8 agosto 2008 in una intervista a Cortina InConTra, afferma che «Biagi se n'è andato di sua spontanea volontà»[6]. Il 26 settembre successivo, la Rai recapitò a Biagi una raccomandata comunicando la rescissione del contratto in essere tra le parti[7].

- Nel dicembre 2007 è stato divulgato l'audio di una intercettazione telefonica tra lui e Silvio Berlusconi, allora capo dell'opposizione, che ha provocato reazioni di scandalo nei media.[8] L'intercettazione proveniva da un'inchiesta della procura di Napoli che vedeva Berlusconi indagato per corruzione[9]. Nella telefonata si ascolta Saccà esprimere una posizione di appassionato appoggio politico a Berlusconi e criticare il comportamento degli alleati. Berlusconi sollecita Saccà a mandare in onda una trasmissione voluta da Umberto Bossi e Saccà si lamenta del fatto che ci sono persone che hanno diffuso voci su questo accordo provocandogli problemi. Berlusconi poi chiede a Saccà di dare una sistemazione in una fiction televisiva a due ragazze, spiegando in modo molto esplicito che questo servirebbe per uno scambio di favori con un senatore della maggioranza (che poi si scoprì essere Nino Randazzo) che lo aiuterebbe a far cadere il governo Prodi. Saccà saluta esortando Berlusconi a impadronirsi della maggioranza quanto prima possibile.[10] In seguito a questo episodio, il 13 dicembre 2007 si è autosospeso dall'incarico nonostante nessuna delle attrici segnalate avesse poi lavorato. Saccà ha pubblicamente ammesso: «Così mi sono comportato per questa e altre segnalazioni che mi sono arrivate dall'on. Berlusconi. Ricordo che mi ha segnalato nell'ultimo anno due o tre persone, tra le quali attori maschi, anzi con questi ultimi arriviamo a quattro-cinque. Tra le donne ricordo tali Eleonora Gaggioli, Antonella Troise, Camilla Vittoria Ferranti».[11] In più, dopo la pubblicazione dei testi e dell'audio delle telefonate a opera della rivista L'Espresso, Berlusconi dichiarò pubblicamente: «Lo sanno tutti nel mondo dello spettacolo, in certe situazioni, in Rai, si lavora soltanto se ti prostituisci oppure se sei di sinistra».[12] Il 1º agosto 2008, con un voto non unanime (4 voti a favore, 1 contrario e 4 assenze), il CdA Rai decise di chiudere la vicenda, trasferendolo al settore commerciale della Rai come direttore, e affidando la direzione di Rai Fiction al direttore di Rai 1 Fabrizio Del Noce. Per questa decisione, Saccà annunciò di fare ricorso al tribunale.[13]